# Hypareva lacticilia
Hypareva lacticilia är en fjärilsart som beskrevs av Druce. Hypareva lacticilia ingår i släktet Hypareva och familjen björnspinnare. Inga underarter finns listade i Catalogue of Life.